# Elzennerfhoekmijt
De elzennerfhoekmijt (Eriophyes inangulis; syn.: Eriophyes laevis inangulis, Phytoptus laevis en Cephaloneon pustulatum) is een mijt die behoort tot de familie Eriophyidae en werd voor het eerst wetenschappelijk beschreven door Nalepa in 1919. De mijt veroorzaakt chemisch geïnduceerde gallen langs de hoofdnerf van de bladeren van de zwarte els (Alnus glutinosa), met een donzige uitgang aan de onderkant van het blad.

## Uiterlijk
De gal op de bovenkant van het blad is bolvormig, glad en kan variëren in kleur van lichtgeel-groen tot diep rood. De volwassen mijt leeft van het sap van de els, gezogen uit de cel weefsels. De gallen verschijnen langs de hoofdnerf in de hoek van de aderen. De opening zit aan de onderkant en is bekleed met grote aantallen kleine haartjes. De gallen kunnen zo talrijk dat de bladgroei wordt geremd, maar verder blijken ze niet van invloed op de gezondheid van de bomen die besmet zijn met deze soorten mijten.

## Afbeeldingen

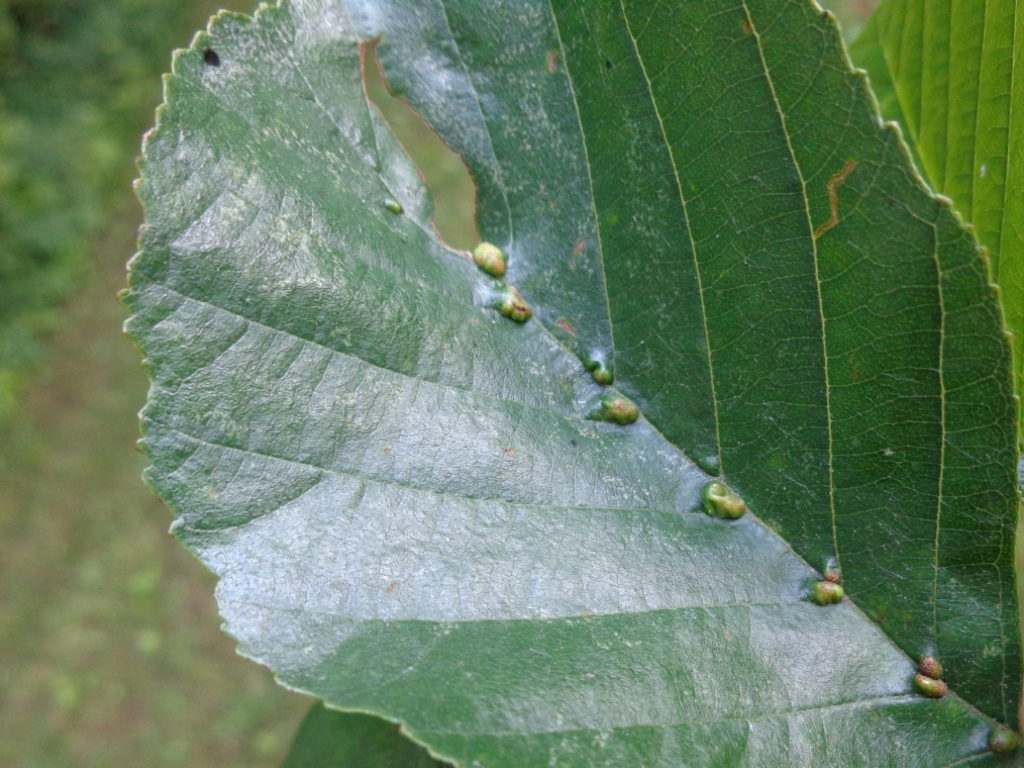
Jonge gallen
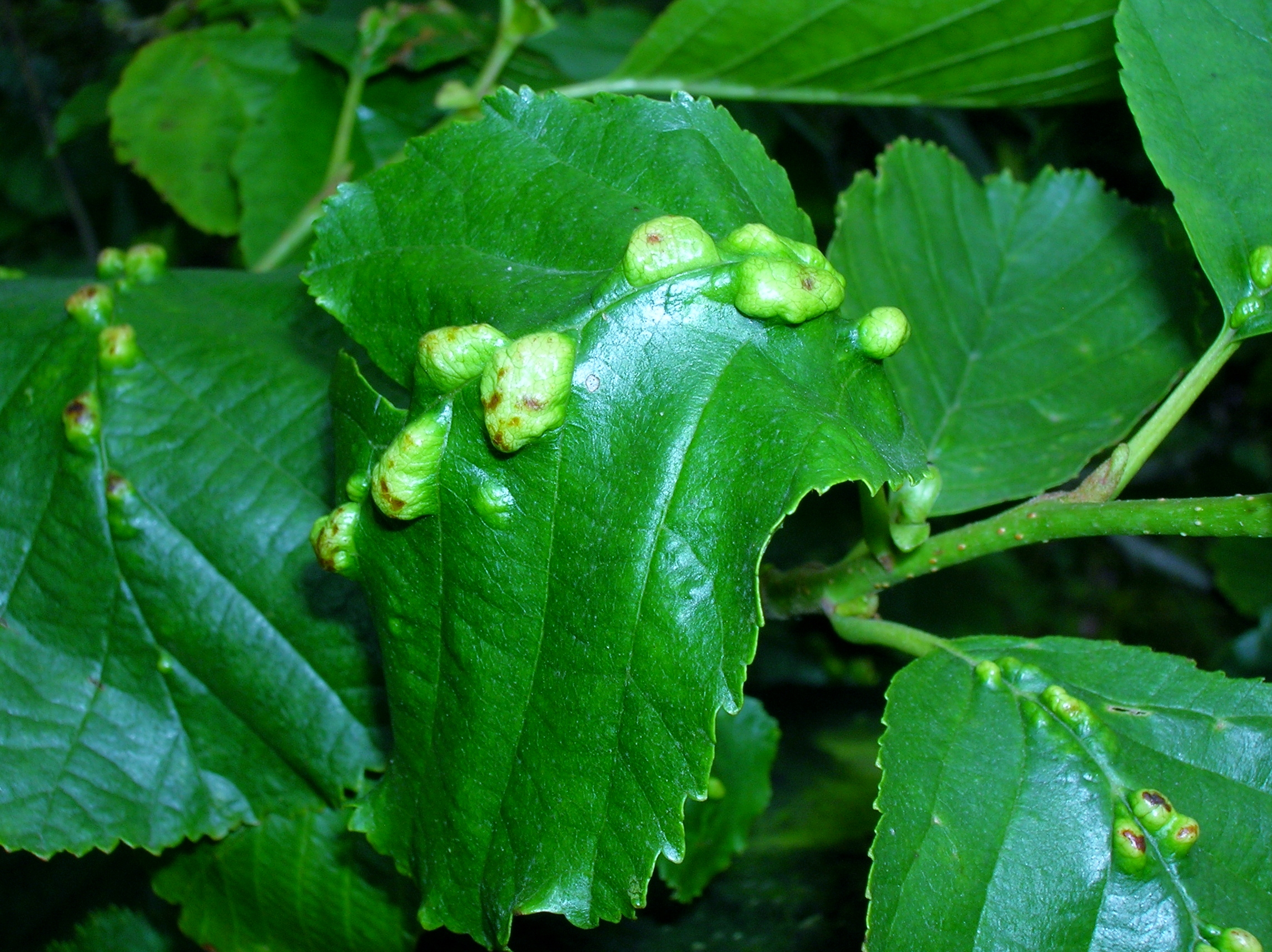
Volgroeide gallen
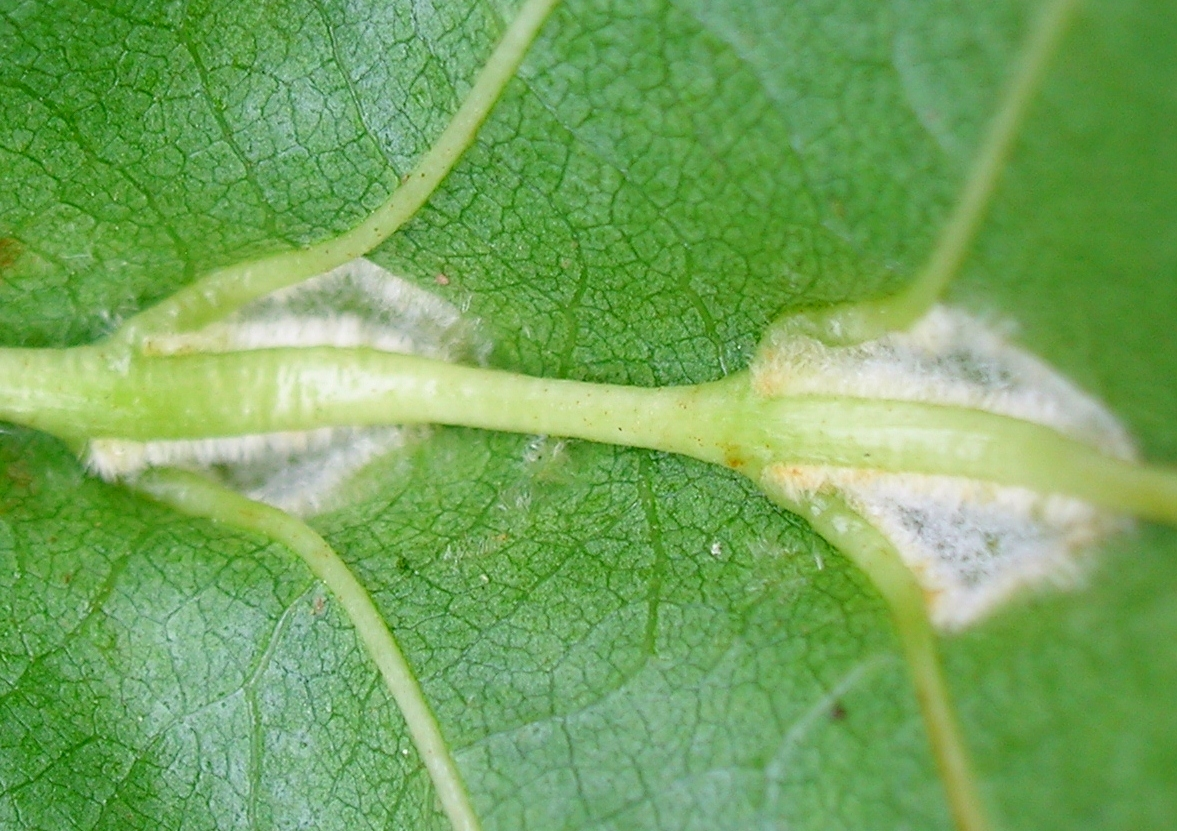
Openingen aan de onderkant